# Capriolo
Capriolo är en ort och kommun i provinsen Brescia i regionen Lombardiet i Italien. Kommunen hade 9 472 invånare (2018).